# Peperomia ppucu-ppucu
Peperomia ppucu-ppucu är en pepparväxtart som beskrevs av William Trelease. Peperomia ppucu-ppucu ingår i släktet peperomior, och familjen pepparväxter. Inga underarter finns listade i Catalogue of Life.